# I̲
Cette page contient des caractères spéciaux ou non latins. S’ils s’affichent mal (▯, ?, etc.), consultez la page d’aide Unicode.
I̲ (i̲ en minuscule), appelé I trait souscrit ou I souligné, est un graphème utilisé dans l’écriture de l’oneida et du sekani. Il s’agit de la lettre I diacritée d’un trait souscrit ; trait qui peut s’associer à celui que peut comporter la lettre précédente ou suivante comme si elles étaient soulignées d’un seul trait. Il est différent du I̱, I macron souscrit.

## Utilisation
En oneida, ‹ i̲̲ › représente la forme murmurée de la même voyelle que ‹ i ›, c’est-à-dire une voyelle fermée antérieure non arrondie murmurée.

## Représentations informatiques
Le I souligné peut être représenté avec les caractères Unicode suivants (commandes C0 et latin de base, diacritiques) :
| formes    | représentations | chaînes de caractères | points de code | descriptions                                         |
| --------- | --------------- | --------------------- | -------------- | ---------------------------------------------------- |
| capitale  | I̲               | I◌̲                    | U+0049 U+0332  | lettre majuscule latine i diacritique trait souscrit |
| minuscule | i̲               | i◌̲                    | U+0069 U+0332  | lettre minuscule latine i diacritique trait souscrit |